# Australian Open 2015 - Quad singolare
David Wagner era il detentore del titolo, ma è stato sconfitto in finale dal nuovo campione Dylan Alcott con il punteggio di 6-2, 6-3.

## Teste di serie
1. David Wagner (finale)
2. Dylan Alcott (campione)

## Tabellone

### Legenda
| - Q = Qualificato - WC = Wild card - LL = Lucky loser | - ALT = Alternate - SE = Special Exempt - PR = Protected Ranking | - w/o = Walkover - r = Ritirato - d = Squalificato |

### Finale
|  | Finale |              |              |   |   |  |
|  |        |              |              |   |   |  |
|  | 2      | Dylan Alcott | Dylan Alcott | 6 | 6 |  |
|  | 1      | David Wagner | David Wagner | 2 | 3 |  |

### Round Robin
|    |                  | D Wagner | D Alcott | A Lapthorne | L Sithole   | RR V–P | Set V–P | Game V–P | Classifica |
| 1  | David Wagner     |          | 4–6, 4-6 | 3-6, 5-7    | 6-3, 6-1    | 1-2    | 2-4     | 28-29    | 2          |
| 2  | Dylan Alcott     | 6-4, 6-4 |          | 6–4, 6-4    | 6-1, 6-1    | 3-0    | 6-0     | 36–18    | 1          |
|    | Andrew Lapthorne | 6-3, 7-5 | 4–6, 4-6 |             | 3-6, 6(4)-7 | 1–2    | 2-6     | 30-33    | 3          |
| WC | Lucas Sithole    | 1-6, 3-6 | 1-6, 1-6 | 6-3, 7-6(4) |             | 1-2    | 2-6     | 19-33    | 4          |

La classifica viene stilata in base ai seguenti criteri: 1) Numero di vittorie; 2) Numero di partite giocate; 3) Scontri diretti (in caso di due giocatori pari merito ); 4) Percentuale di set vinti o di games vinti (in caso di tre giocatori pari merito ); 5) Decisione della commissione.